# Ogooué-Maritime
Ogooué-Maritimeer den vestligste af Gabons ni provinser. Den dækker et område på 22.890 km², og provinshovedstaden er byen Port-Gentil. Den havde i 2013 et folketal på 157.562.
Ogooué-Maritimes kyster grænser op til Guineabugten mod nordvest, og til Atlanterhavet mod syd og mod sydvest. Det er den eneste kystprovins uden en udenlandsk grænse. På land grænser den op til følgende provinser:
- Estuaire – mod nord
- Moyen-Ogooué – mod nordøst
- Ngounié – mod øst
- Nyanga – mod sydøst

## Departementer
Ogooué-Maritime er delt i 3 departementer:
- Bendje (departement) (Port-Gentil)
- Etimboue (departement) (Omboue)
- Ndougou (departement) (Gamba)

## Økonomi
I 1985 fandt man olie i provinsen, og Rabi Kounga oliefeltet blev sat i drift i 1989.